# 무연사회
무연사회(無緣社會) 또는 무연고사회(無緣故社會)는 독신 가정의 증가, 장기화된 경기 침체, 대규모 청년 실직, 저출산, 고령화 등으로 인해 인간 관계가 약해져 가는 사회를 말한다. 1990년 이후 직업을 구하지 못한 청년층의 증가, 경제력을 갖춘 여성의 미혼, 비혼 등으로 1인 가구가 일본사회에 서서히 증가하면서 나타나기 시작했다. 한국에서는 2000년대 후반부터 청년 실직자의 증가와 미혼율의 증가 현상이 나타났다. 무연사회는 2010년, 일본에서 처음 나타났으며 같은 해 일본 NHK 방송에서 공식 발표되었다.

## 개요
1990년대 일본에서는 독거노인과 독신자에게서 발생하는 문제로 취급되었으나 사람과 사람과의 관계가 희박해지면서 세대, 연령, 계층에 관계없이 나타날수 있다는 점이 지적되기 시작하였다. 고학력 무직자 외에 니트족, 일용직, 파견직 사원, 아르바이트로 생계를 유지하는 아르바이트족과 프리터의 증가, 각종 사회부적응 청년층의 증가, 일할 의지를 잃은 구직단념자, 청년기에 지식과 기술을 익힐 기회를 잃어버린 중장년층의 현저한 증가로 30대, 40 대에 이미 사회에서 고립된 사람이 급속하게 증가하였다. 주택을 마련할 여건이 되지 않는 취약계층, 실직자 등이 비교적 저렴한 고시원과 원룸 등에 정착하여 다년간 거주하였다. 가치관의 차이, 독신으로 살아도 생활과 안전에 위험이 없는 사회 분위기, 각종 음식과 생활필수품의 24시간 편의점 및 대형마트에서의 쉽게 구매할 수 있는 환경 역시 무연화를 촉진시켰다.
일본에서는 1980년대 경제 위기 이후 등장한 취직, 구직난에 시달리는 로스트 제네레이션을 비롯한 독신 고령자, 이혼, 사별 외에도 자녀의 독립 후 연락이 끊어진 노인, 도시로 상경했으나 일용직과 비정규직 등을 전전하다가 가족, 친지들과 연락이 끊어진 중장년, 노년 남성 등이 사후 시간이 경과한 뒤에 시신으로 발견되면서 사회문제가 되었고, 2010년에는 NHK에서 무연사회라는 주제로 취재, 방송을 내보냈다. 본래는 2000년대에 유행하던 일본의 은어였으나 NHK의 같은 주제의 방송 방영 이후 일본사회 전역으로 확산되었다. 대한민국에서는 1998년의 IMF 구제금융 사태 이후 발생한 대량의 실직자 발생, 고학력 미취직자 증가, 취직과 구직난에 시달리는 이른바 삼포세대를 비롯 각종 사회부적응형 청년층의 증가 등으로 2000년대 후반부터 사회적 문제가 되기 시작하였다. 한국에서는 2010년 일본 NHK의 방송이 2012년 대한민국 국내 방송과 언론을 통해 소개되면서 사회적 문제로 의식되기 시작하였다.
2000년대 이후 일본에서는 청소대행업체의 시신 발견 및 청소, 악취, 가족의 시체 인수 거부 등의 문제가 확산되면서 2011년 이후 일본에서는 생전에 장례대행업체에 자신의 장례식과 안치 장소를 미리 계약하는 풍조가 등장하였다.

## 고독사
무연사회의 발생 원인은 구직을 위해 상경한 세대의 퇴직이후 고립, 개인주의 확산, 경제적 문제 확산, 각종 성격 차이 등 요인은 다양하다. 무연고 사망은 각종 질병, 가난, 자살 등으로 원인은 다양하지만 누구에게도 발견되지 못하고 사망하며, 사후 시간이 경과한 뒤에 발견되며, 연고자가 없으며 가까운 친척, 가족과도 연락이 끊어진지 오래되어 시체 인수를 거부당한다. 해당 시신은 무연고자, 성명불상으로 처리되어 시청 또는 구청에서 화장한 뒤 무연고자 묘역에 일정기간 안치되었다가 산골된다.
일본에서의 무연고자 시신은 1개월간의 공지 이후 화장하여 시립, 구립 무연고자 묘역에 안치되어 5년간 보관되었다가 산골되거나 시립, 구립 묘지에 안치되거나 신사, 혹은 불교 사원에 안치된다. 대한민국에서의 무연고자 시신은 6개월~1년간의 공고 후 화장되어 10년간 시립, 구립 공동묘지 납골당에 보관되다가 다시 6개월에서 1년의 유예기간을 거쳐 무연고자 공동 묘역에 유골이 뿌려진다.

## 기타
- 2000년대 이후 일본에서는 유품정리인이라는 직종과 유품정리사(遺品整理士)라는 자격증이 등장하였다.
- 유럽과 미국에서도 무연화 문제는 존재하였다. 그러나 지동설 논란, 산업혁명과 프랑스 대혁명, 미국 독립 등 개인의 권리를 국가, 정부, 사회로부터 쟁취하여 획득한 유럽, 미국권과는 다르게 전체, 조직, 질서와 유대관계를 중요시하던 일본과 한국에서는 충격적으로 인식되었다. 특히 2010년 NHK 방송 직후의 일본의 인터넷 사이트와 블로그 사이트, 트위터 등에는 자신의 미래라는 등의 공감하는 분위기가 등장했다. 2012년 한국에 NHK 방송 프로그램 소개 이후의 한국의 인터넷과 블로그 사이트, 트위터 등에는 무연사회와 함께 나타난 무연사 문제를 자신의 일로 인식하는 글과 덧글들이 나타났다.

## 같이 보기
| - 무연사 - 전체주의 - 조직문화 - 개인주의 - 행려사망자 - 묻지마 범죄 - 무연고 묘역 - 무연불 - 직장 - 유품정리사 | - 개인 - 자유주의 - 고시원 - 원룸 주택 - 정신병 - 성격 이상 - 다가구 주택 - 편의점 |